# Lithostege bicolorata
Lithostege bicolorata är en fjärilsart som beskrevs av Koschabek 1939. Lithostege bicolorata ingår i släktet Lithostege och familjen mätare. Inga underarter finns listade i Catalogue of Life.